# Tingi Holo
Tingi Holo is een archeologische vindplaats in Suriname. De plaats ligt niet ver van Paramaribo, op 5 kilometer van de kust en 12 km van de Surinamerivier, op een rits die van west naar oost loopt. Vondsten zijn over een lengte van 300 meter langs deze schelpenrug gedaan. Geologisch is het gebied jong (Holoceen) en sedimentair en natuursteen is plaatselijk niet voorhanden.
De vindplaats is als eerste door Geijskes onderzocht (1961/62), later volgden opgravingen door Versteeg (1976) en Mitrasingh en Khubadux (1986).
De vondsten dateren van de 9e tot de 12e eeuw en worden gerekend tot de Kwatta-cultur die een tak van Arauquinoïde cultuur vertegenwoordigt. De Kwatta-cultuur maakte in tegenstelling met de Hertenrits-cultuur geen gebruik van kunstmatige terpen om landbouw op te bedrijven met de hak-en-brand-methode. Ze gebruikten daar de ritsen voor. Tingo Holo is echter geen landbouwnederzetting maar een nederzetting waar handwerkslieden de kost verdienden met het vervaardigen van werktuigen en ornamenten van been, schelp, natuursteen en waarschijnlijk ook hout en ander meer vergankelijk materiaal, maar vondsten daarvan worden in de archeologie zelden gedaan.
Dat zij met natuursteen werken, vereist dat zij met andere volkeren in het binnenland handel dreven. waarschijnlijk met mensen van de Brownsberg-groep die niet tot de Arauquinoïde cultuur behoorden.
Opmerkelijke vondsten zijn de vier muiraquitãs; hangers van groene steen in de vorm van een kikvors, waarvan uit de koloniale tijd bekend is dat er grote spirituele betekenis aan gehecht werd. Er zijn slechts twee andere plaatsen bekend waar deze voorwerpen vervaardigd werden: het Valencia-meer van Venezuela en aan het midden van de Amazone.